# Allothyrium marcgraviae
Allothyrium marcgraviae är en svampart som beskrevs av Syd. 1939. Allothyrium marcgraviae ingår i släktet Allothyrium och familjen Asterinaceae.   Inga underarter finns listade i Catalogue of Life.